# 葡萄沟
43°00′14″N 89°14′32″E / 43.0039°N 89.2423°E

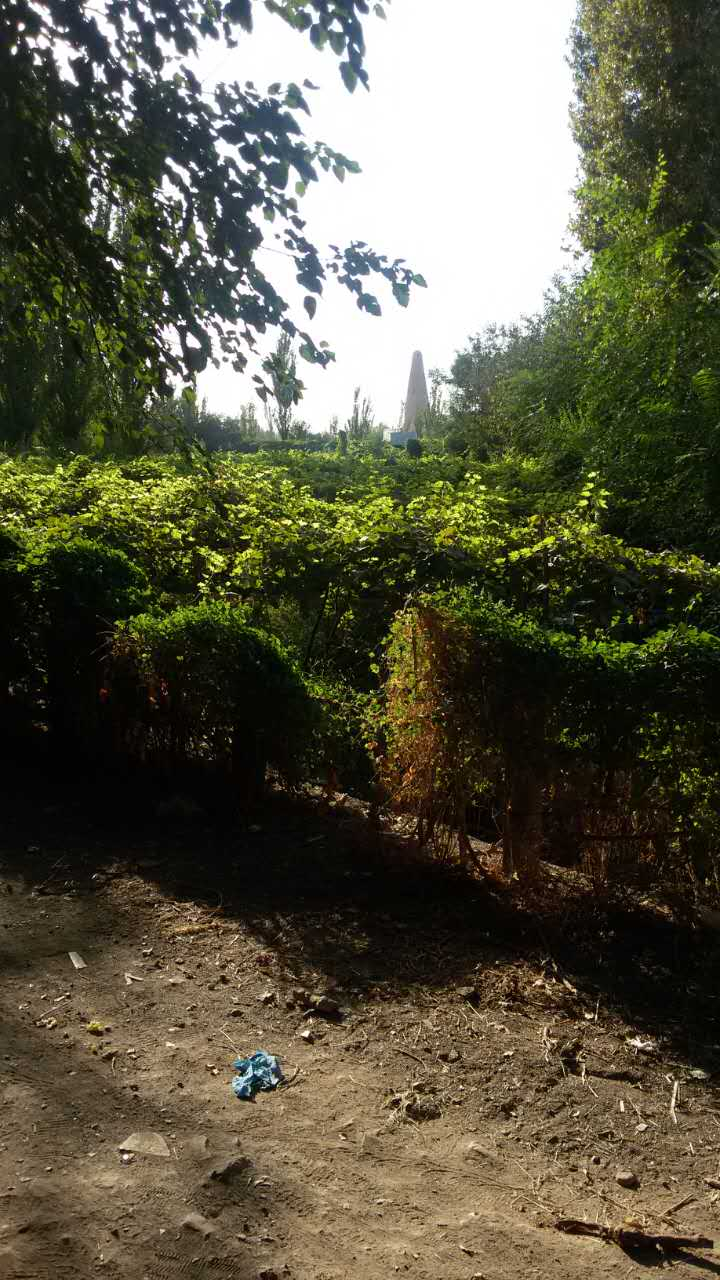
葡萄沟

葡萄沟，是中国新疆维吾尔自治区吐鲁番市高昌区境内的旅游胜地，位于市区东北11公里处，是火焰山下的一处峡谷，南北长约8公里、东西宽约2公里，人口8972人。
沟内有布依鲁克河流过，主要水源为高山融雪，因广泛种植葡萄而得名，现有葡萄田4266亩，年产量14932吨。